# Вама (комуна, Сучава)
Вама (рум. Vama) — комуна у повіті Сучава в Румунії. До складу комуни входять такі села (дані про населення за 2002 рік):
- Вама (3688 осіб)
- Молід (900 осіб)
- Прісака-Дорней (862 особи)
- Стримтура (561 особа)

Комуна розташована на відстані 349 км на північ від Бухареста, 43 км на захід від Сучави.

## Населення
За даними перепису населення 2002 року у комуні проживали 6011 осіб.
Національний склад населення комуни:
| Національність | Кількість осіб | Відсоток |
| -------------- | -------------- | -------- |
| румуни         | 5930           | 98,7%    |
| цигани         | 40             | 0,7%     |
| німці          | 32             | 0,5%     |
| поляки         | 4              | 0,1%     |
| українці       | 3              | < 0,1%   |
| угорці         | 1              | < 0,1%   |

Рідною мовою назвали:
| Мова       | Кількість осіб | Відсоток |
| ---------- | -------------- | -------- |
| румунська  | 5989           | 99,6%    |
| німецька   | 15             | 0,2%     |
| українська | 3              | < 0,1%   |
| польська   | 2              | < 0,1%   |
| угорська   | 1              | < 0,1%   |

Склад населення комуни за віросповіданням:
| Релігія                                       | Кількість осіб | Відсоток |
| --------------------------------------------- | -------------- | -------- |
| православні                                   | 5782           | 96,2%    |
| п'ятдесятники                                 | 75             | 1,2%     |
| адвентисти                                    | 73             | 1,2%     |
| римо-католики                                 | 28             | 0,5%     |
| баптисти                                      | 25             | 0,4%     |
| греко-католики                                | 13             | 0,2%     |
| лютерани                                      | 7              | 0,1%     |
| реформати                                     | 2              | < 0,1%   |
| лютерани (Синодально-пресвітеріанська церква) | 1              | < 0,1%   |
| не релігійні                                  | 1              | < 0,1%   |

## Зовнішні посилання
- Дані про комуну Вама на сайті Ghidul Primăriilor [Архівовано 15 серпня 2009 у Wayback Machine.]